# シャー・アラム・サーキット
シャー・アラム・サーキット (Shah Alam Circuit)、別名バトゥ・ティガ・スピードウェイ・サーキット (Batu Tiga Speedway Circuit) は、マレーシアにあったサーキット。セランゴール州の州都シャー・アラムの、シャー・アラム・スタジアムとフェデラル・ハイウェイの間に位置していた。

## サーキットの歴史
1968年にオープンし、最初のグランプリとしてタスマンシリーズが開催され、Elfin-Ford に乗るインドネシアの Hengkie Iriawan が初代勝者になった。以降1982年までマレーシアグランプリ(4輪)の開催地となり、フォーミュラ・アトランティックやフォーミュラ・パシフィック、フォーミュラ2などの車両でレースが争われた。シャー・アラム・サーキットでの最後のグランプリは、1995年のフォーミュラ・ホールデンのレースだった。
1977年に子供6人が死亡する事故が発生し、サーキットは一時閉鎖されるが、コース周りのフェンスとガードレール設備を改善し再オープンした。
1985年にはコースが改修され、新たに第11コーナーが作られ全長が3.38kmから3.693kmに伸びた。同年、世界耐久選手権が初開催され、ヨッヘン・マス/ジャッキー・イクス組のポルシェ・962Cが勝利を収めた。
1990年と1991年にはスーパーバイク世界選手権が開催された。1991年から1997年の間はロードレース世界選手権・マレーシアGPの舞台となり、500ccクラスではミック・ドゥーハンが7年間で4勝を挙げた。1998年以降の同GPの舞台は、ジョホール・サーキット、さらにはセパン・サーキットに移ることになる。
2003年、サーキットはスランゴール州政府から土地開発業者に売却された。サーキットは取り壊され、「 D'Kayangan 」というプロジェクト名の宅地開発が行われることになった。

## サーキット設備概要
- 総敷地面積: 143エーカー
- ピット数: 57,うち42はコンクリート製 (22' x 17'),15は木製 (22' x 7')
- 収容観客数: 屋根付きグランドスタンド - 8,000人, 屋根なしグランドスタンド - 18,000人
- コース全長: 3.38km / 3.69km
- コーナー数: 14. 左 -4, 右 -10
- ストレート数: 3 (最長ストレート:600m)
- 出入口ゲート: 3